# Curug (Gunung Sindur)
Curug is een bestuurslaag in het regentschap Bogor van de provincie West-Java, Indonesië. Curug telt 16.059 inwoners (volkstelling 2010).